# Академия (връх)
Академия (на английски: Academia Peak) е връх с надморска височина 1253 м в хребет Фрисланд на Тангра планина на о. Ливингстън в Антарктика. Върхът е покрит с лед, с изключение на стръмния си северозападен склон. Издига се над ледник Хънтрис на северозапад и югозапад. Първото изкачване и GPS заснемане на върха е извършено от българите Д. Боянов, Н. Петков и Н. Хазърбасанов по маршрут от седловина Несебър през горната част на ледник Хънтрис на 16 януари 2017 г.

## Местоположение
Върхът е разположен 1,14 км западно от връх Фрисланд (1700 м, първенец на острова); 1 км северозападно от връх Св. Борис (1685 m), в края на страничен хребет, спускащ се от последня връх; 5,98 км източно от връх Нейпиър, 3,9 км югоизточно от нунатак Уилан и 2,96 км на юг-югоизток от връх Плиска.

## Картографиране
Българско топографско проучване от научната експедиция Тангра 2004/05. Върхът е картографиран от България през 2005 и 2009.

## Произход на името
Върхът е наименуван на Българската академия на науките (основана през 1869), за нейната важна роля в българските антарктически изследвания. Дата на одобрение: 17 февруари 2004.

## Карти
- L.L. Ivanov et al. Antarctica: Livingston Island, South Shetland Islands (from English Strait to Morton Strait, with illustrations and ice-cover distribution). Топографска карта в мащаб 1:100000. София: Antarctic Place-names Commission of Bulgaria, 2005.
- Л. Иванов. Антарктика: Остров Ливингстън и острови Гринуич, Робърт, Сноу и Смит. Топографска карта в мащаб 1:120000. Троян: Фондация Манфред Вьорнер, 2009. ISBN 978-954-92032-4-0

## Галерия
- Топографска карта на остров Ливингстън и остров Смит
- Карта на о. Ливингстън
- Карта на Тангра планина